# Terrebonne (circonscription fédérale)
Pour les articles homonymes, voir Terrebonne (homonymie).
Circonscription électorale fédérale du Canada
Terrebonne (auparavant Terrebonne—Blainville de 1996 à 2013) est une circonscription électorale fédérale canadienne située au Québec.

## Géographie
Elle correspond à la ville de Terrebonne, à l'exception du secteur situé entre la Montée Gagnon et la Route 335, dans la région de Lanaudière.
Les circonscriptions limitrophes sont Thérèse-De Blainville, Rivière-du-Nord, Montcalm, Repentigny, La Pointe-de-l'Île, Honoré-Mercier et Alfred-Pellan.

## Historique
La circonscription a été créée en 1860 sous le Canada-Uni et représentée à la Chambre des communes à partir de 1867. Ses limites ont été redéfinies en 1882, 1933, 1947, 1952, 1966, 1976 et 1987. En 1996 elle a été renommée Terrebonne—Blainville tout en incorporant des parties de Blainville—Deux-Montagnes, puis ses limites ont de nouveau été redéfinies en 2003.
En 2013, lors d'un nouveau redécoupage électoral, la circonscription de Terrebonne a été reconstituée, cédant l'ouest de son ancien territoire pour former Thérèse-De Blainville, et le nord à la nouvelle circonscription de Mirabel. Elle a aussi récupéré des secteurs de Montcalm afin que ses limites soient identiques à la ville de Terrebonne. Finalement, en 2023, une partie de la circonscription de Terrebonne a été cédé à la circonscription voisine de Thérèse-De Blainville.

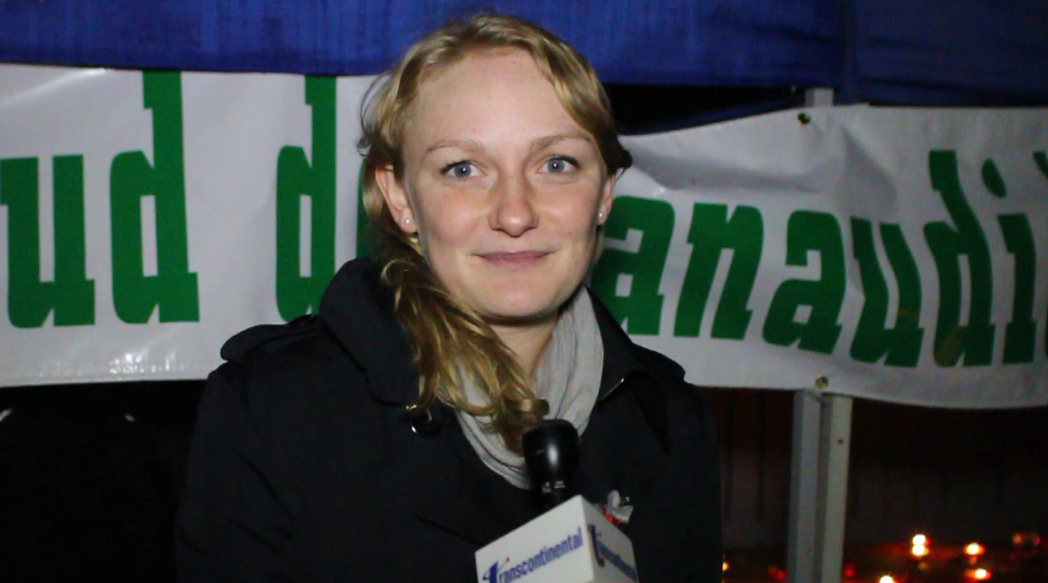
Charmaine Borg

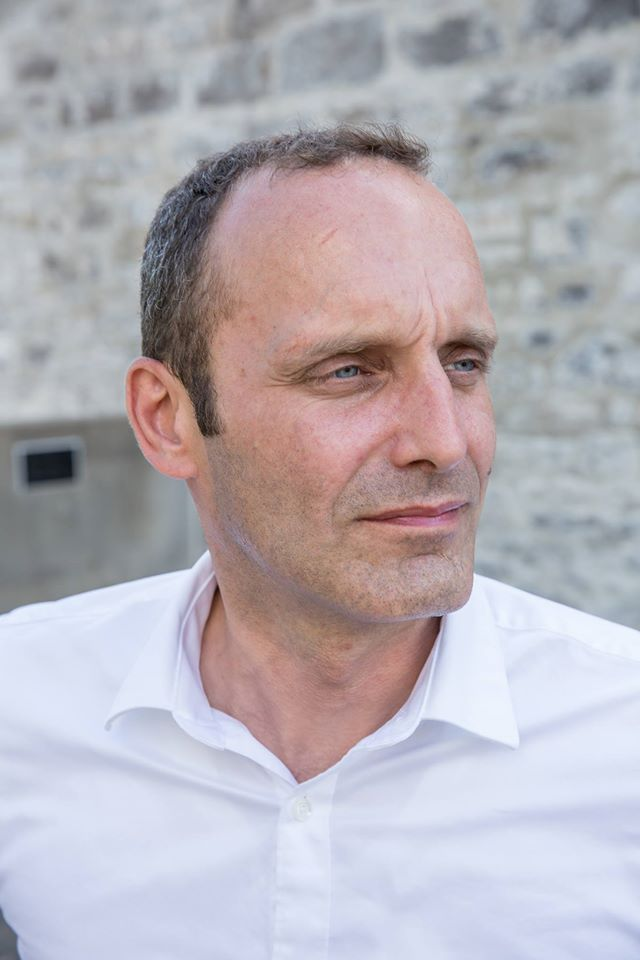
Michel Boudrias

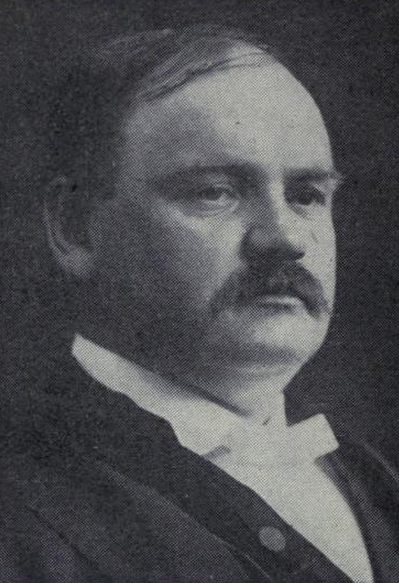
Wilfrid Bruno Nantel

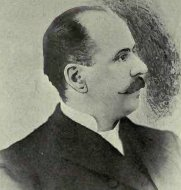
Samuel Desjardins

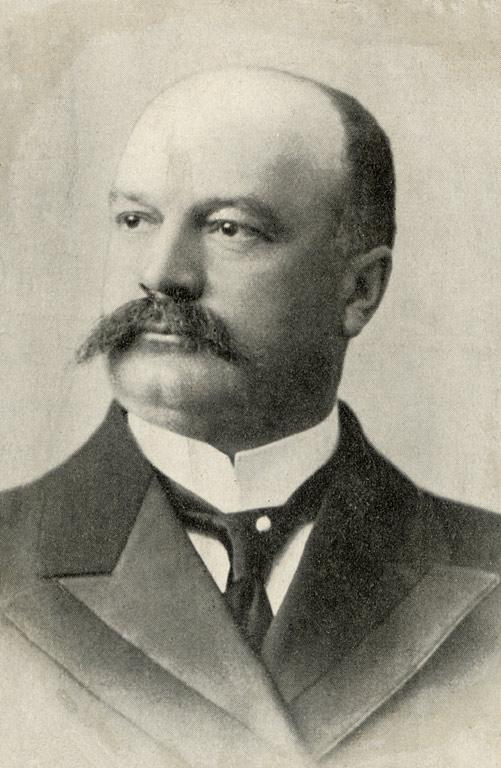
Raymond Prefontaine

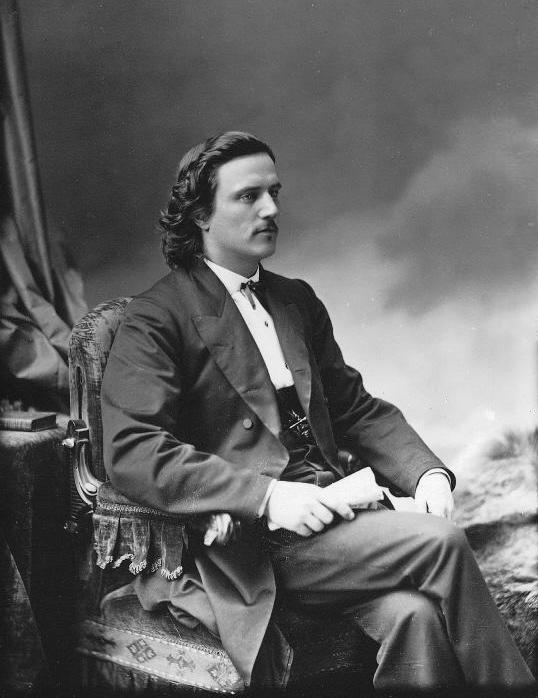
Joseph-Adolphe Chapleau

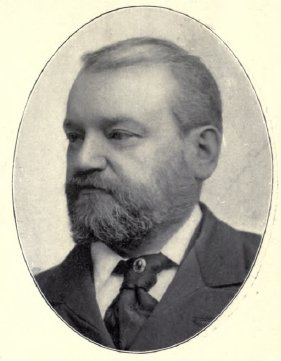
Guillaume-Alphonse Nantel

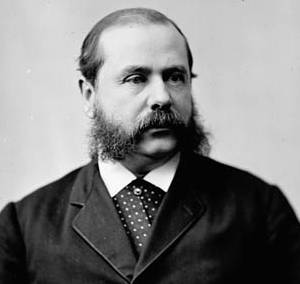
Louis François Rodrigue Masson

## Députés
| Législature           | Années        | Député                              | Parti   | Parti                          |
| --------------------- | ------------- | ----------------------------------- | ------- | ------------------------------ |
| Terrebonne            |               |                                     |         |                                |
| 1re                   | 1867–1872     | Louis-François-Rodrigue Masson      |         | Conservateur                   |
| 2e                    | 1872–1874     | Louis-François-Rodrigue Masson      |         | Conservateur                   |
| 3e                    | 1874–1878     | Louis-François-Rodrigue Masson      |         | Conservateur                   |
| 4e                    | 1878–1882     | Louis-François-Rodrigue Masson      |         | Conservateur                   |
| 5e                    | 1882–1882     | Guillaume-Alphonse Nantel           |         | Conservateur                   |
| 5e                    | 1882–1887     | Joseph Adolphe Chapleau             |         | Conservateur                   |
| 6e                    | 1887–1891     | Joseph Adolphe Chapleau             |         | Conservateur                   |
| 7e                    | 1891–1892     | Joseph Adolphe Chapleau             |         | Conservateur                   |
| 7e                    | 1893–1896     | Pierre Leclair                      |         | Conservateur                   |
| 8e                    | 1896–1900     | Léon Adolphe Chauvin                |         | Conservateur                   |
| 9e                    | 1900–1902     | Joseph Raymond Fournier Préfontaine |         | Libéral                        |
| 9e                    | 1903-1904     | Samuel Desjardins                   |         | Libéral                        |
| 10e                   | 1904–1908     | Samuel Desjardins                   |         | Libéral                        |
| 11e                   | 1908–1911     | Wilfrid Bruno Nantel                |         | Conservateur                   |
| 12e                   | 1911–1914     | Wilfrid Bruno Nantel                |         | Conservateur                   |
| 12e                   | 1915-1917     | Gédéon Rochon                       |         | Conservateur                   |
| 13e                   | 1917–1921     | Jules-Édouard Prévost               |         | Libéraux de Laurier            |
| 14e                   | 1921–1925     | Jules-Édouard Prévost               | Libéral |                                |
| 15e                   | 1925–1926     | Jules-Édouard Prévost               | Libéral |                                |
| 16e                   | 1926–1930     | Jules-Édouard Prévost               | Libéral |                                |
| 17e                   | 1930–1935     | Louis-Étienne Parent                | Libéral |                                |
| 18e                   | 1935–1940     | Louis-Étienne Parent                | Libéral |                                |
| 19e                   | 1940–1944     | Lionel Bertrand                     |         | Libéral indépendant            |
| 20e                   | 1945–1949     | Lionel Bertrand                     |         | Libéral                        |
| 21e                   | 1949–1953     | Lionel Bertrand                     |         | Libéral                        |
| 22e                   | 1953–1957     | Lionel Bertrand                     |         | Libéral                        |
| 23e                   | 1957–1958     | Raymond Raymond                     |         | Libéral                        |
| 24e                   | 1958–1962     | Marcel Deschambault                 |         | Progressiste-conservateur      |
| 25e                   | 1962–1963     | Léo Alphonse Joseph Cadieux         |         | Libéral                        |
| 26e                   | 1963–1965     | Léo Alphonse Joseph Cadieux         |         | Libéral                        |
| 27e                   | 1965–1968     | Léo Alphonse Joseph Cadieux         |         | Libéral                        |
| 28e                   | 1968–1972     | Joseph-Roland Comtois               |         | Libéral                        |
| 29e                   | 1972–1974     | Joseph-Roland Comtois               |         | Libéral                        |
| 30e                   | 1974–1976     | Joseph-Roland Comtois               |         | Libéral                        |
| 30e                   | 1977–1979     | Joseph-Roland Comtois               |         | Libéral                        |
| 31e                   | 1979–1980     | Joseph-Roland Comtois               |         | Libéral                        |
| 32e                   | 1980–1984     | Joseph-Roland Comtois               |         | Libéral                        |
| 33e                   | 1984–1986     | Robert Toupin                       |         | Progressiste-conservateur      |
| 33e                   | 1986–1986     | Robert Toupin                       |         | Indépendant                    |
| 33e                   | 1986–1987     | Robert Toupin                       |         | Néo-démocrate                  |
| 33e                   | 1987–1988     | Robert Toupin                       |         | Indépendant                    |
| 34e                   | 1988–1993     | Jean-Marc Robitaille                |         | Progressiste-conservateur      |
| 35e                   | 1993–1997     | Benoît Sauvageau                    |         | Bloc québécois                 |
| Terrebonne—Blainville |               |                                     |         |                                |
| 36e                   | 1997–2000     | Paul Mercier                        |         | Bloc québécois                 |
| 37e                   | 2000–2004     | Diane Bourgeois                     |         | Bloc québécois                 |
| 38e                   | 2004–2006     | Diane Bourgeois                     |         | Bloc québécois                 |
| 39e                   | 2006–2008     | Diane Bourgeois                     |         | Bloc québécois                 |
| 40e                   | 2008–2011     | Diane Bourgeois                     |         | Bloc québécois                 |
| 41e                   | 2011–2015     | Charmaine Borg                      |         | Néo-démocrate                  |
| Terrebonne            |               |                                     |         |                                |
| 42e                   | 2015–2018     | Michel Boudrias                     |         | Bloc québécois                 |
| 42e                   | 2018          | Michel Boudrias                     |         | Groupe parlementaire québécois |
| 42e                   | 2018–2019     | Michel Boudrias                     |         | Bloc québécois                 |
| 43e                   | 2019–2021     | Michel Boudrias                     |         | Bloc québécois                 |
| 44e                   | 2021–2025     | Nathalie Sinclair Desgagné          |         | Bloc québécois                 |
| 45e                   | 2025–en cours | Tatiana Auguste                     |         | Libéral                        |

## Résultats électoraux

### Saga aux élections générales du 28 avril 2025
Lors des élections fédérales du 28 avril 2025, la circonscription de Terrebonne est le théâtre d'une série de rebondissements électoraux. Initialement, la candidate libérale Tatiana Auguste est déclarée gagnante avec une avance de 35 voix. Cependant, après la validation des résultats, la députée sortante du Bloc québécois, Nathalie Sinclair Desgagné, prend l'avantage avec 44 voix d'avance. Face à cet écart serré, un dépouillement judiciaire est ordonné, qui confirme finalement la victoire de Tatiana Auguste par une seule voix.
Toutefois, un nouveau développement survient lorsqu'une électrice de Terrebonne, révèle que son vote postal lui a été retourné en raison d'une erreur sur l'adresse de retour fournie par Élections Canada. Cette erreur concerne les trois derniers caractères du code postal, empêchant son bulletin de vote d'être comptabilisé. Or, elle avait voté pour le Bloc québécois, ce qui aurait conduit à une égalité parfaite entre les deux candidates.
Malgré cette irrégularité, Élections Canada confirme que le résultat du dépouillement judiciaire est définitif, expliquant qu'il n'existe aucun mécanisme légal permettant de comptabiliser un vote qui n'a pas été reçu à temps.
Le 15 mai 2025, le Bloc québécois annonce demander à la Cour supérieure du Québec d'ordonner la reprise du scrutin, ce qui déclencherait une élection partielle. Cependant, aucune demande de ne pas faire siéger la candidate libérale entre temps n'est évoquée.

### Répartition des voix obtenu par les principaux partis
| |
| - Parti libéral - Parti conservateur - NPD - Bloc québécois - Parti vert - Parti populaire - Progressiste-conservateur - Crédit social - Alliance canadienne |